# Soupçons de mort
Pour les articles homonymes, voir Soupçon.
Pour plus de détails, voir Fiche technique et Distribution.
Soupçons de mort (italien : Quando Alice ruppe lo specchio) est un film d'horreur écrit et réalisé par Lucio Fulci, sorti en 1988.

## Synopsis
Un gigolo, dans la cinquantaine, assassine ses clientes et conserve certaines parties de leurs corps pour les manger ou bien pour les collectionner comme des trophées.

## Fiche technique
- Titre français : Soupçons de mort
- Titre italien : Quando Alice ruppe lo specchio
- Réalisation : Lucio Fulci
- Scénario : Lucio Fulci
- Photographie : Silvano Tessicini
- Montage : Alberto Moriani
- Musique : Carlo Maria Cordio
- Production : Antonio Lucidi et Luigi Nannerini
- Pays d'origine : Italie
- Genre : Comédie horrifique
- Durée : 86 minutes
- interdit aux moins de 16 ans

## Distribution
- Brett Halsey : Lester Parson
- Ria De Simone : Alice Shogun
- Al Cliver : Randy (crédité Pier Luigi Conti)
- Sacha Darwin : Margie MacDonald
- Zora Ulla Keslerová : Virginia Field (créditée Zora Ulla Kesler)